# Elétrico de Ruão

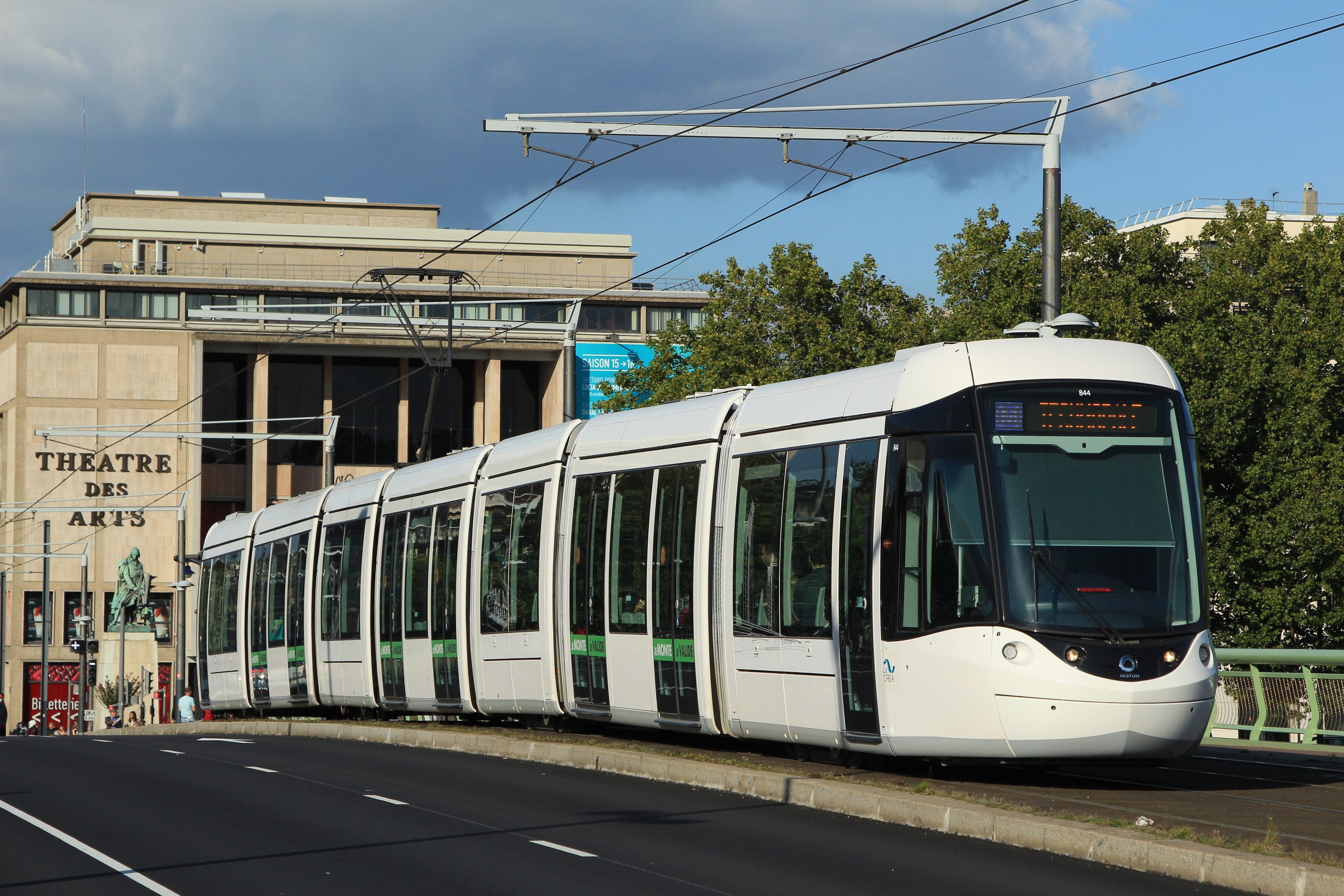
Em o ponte Jeanne-d'Arc

O Metrô de Ruão é um sistema de elétrico que serve a cidade francesa de Ruão